# Бакировский сельский совет
Бакировский сельский совет (укр. Бакирівська сільська рада) — входит в состав
Ахтырского района Сумской области Украины.

## Населённые пункты совета
- с. Бакировка
- с. Залесное
- с. Литовка

## Национальный состав
По переписи 2001 года, 93,18 % населения в качестве родного языка указали украинский; 5,74 % — русский; 1,09 % — белорусский.